# Schoinous
Koordinaten: 37° 55′ 5″ N, 23° 0′ 35″ O

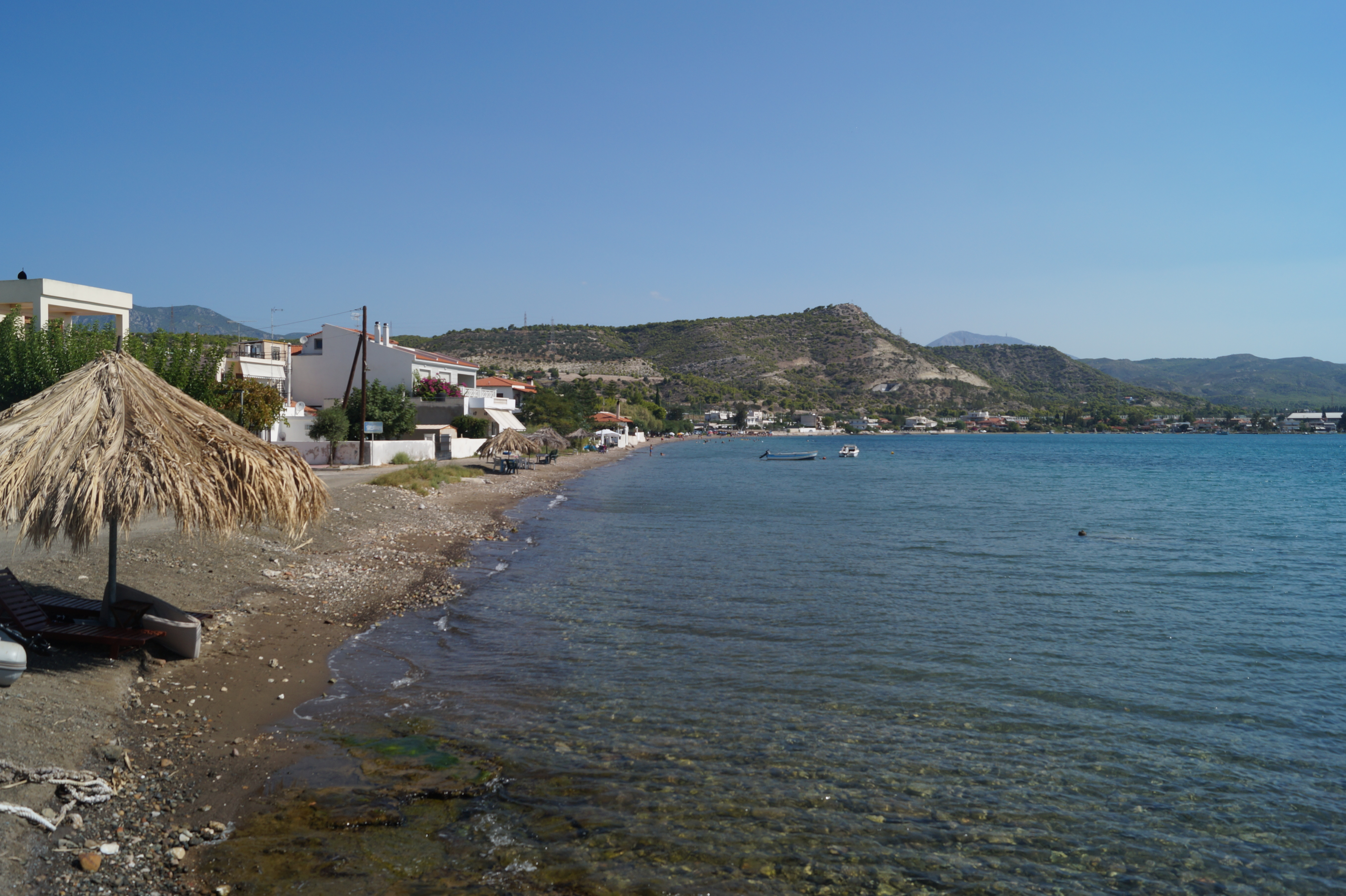
Blick vom Strand von Kalamaki nach Norden. Auf dem Berg im Hintergrund wurde der Frühhelladische Friedhof entdeckt.

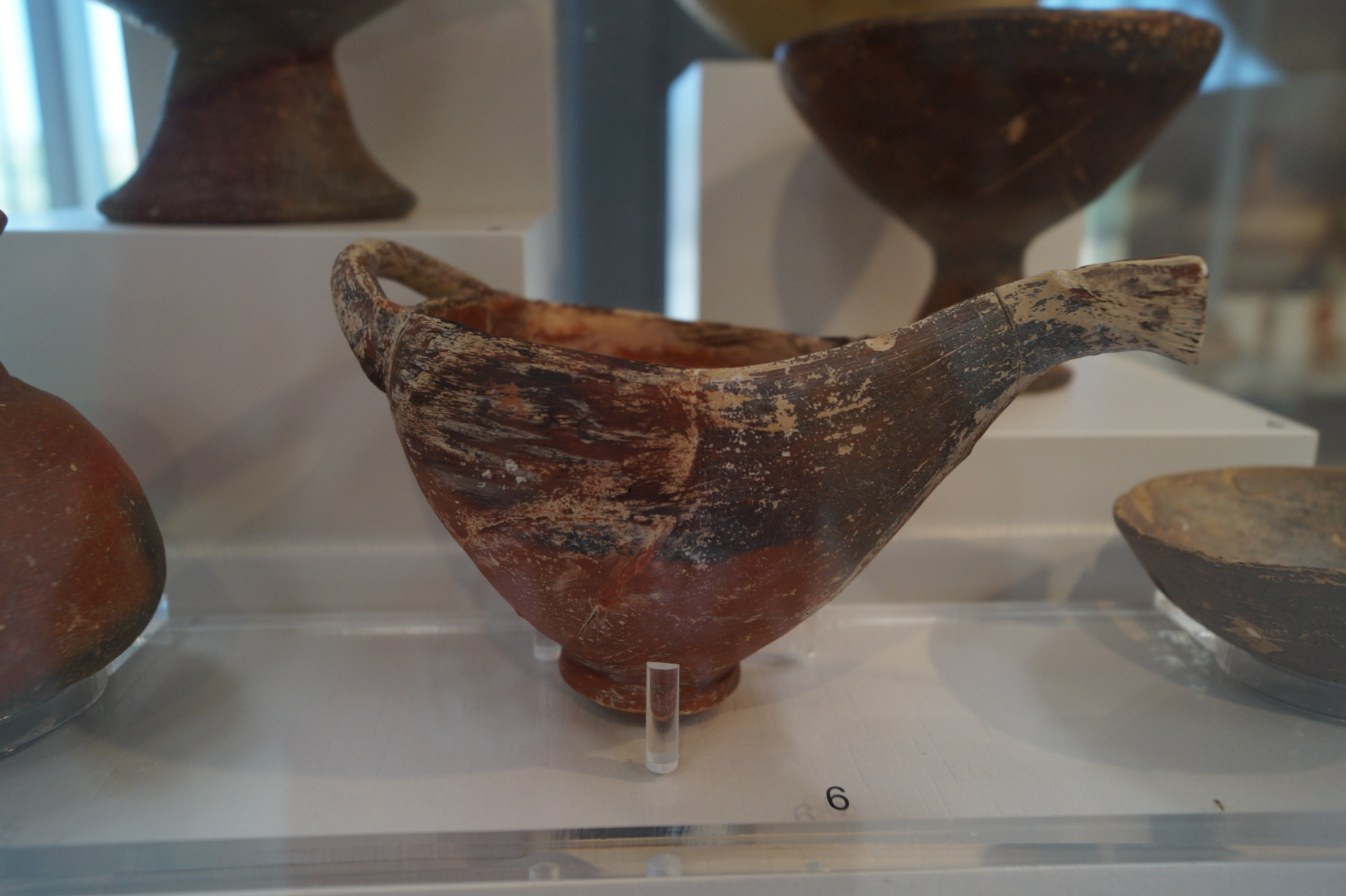
Sauciere vom frühhelladischen Friedhof nördlich des antiken Schoinous (2550–2100 v. Chr.)

Schoinous oder Schönus (altgriechisch Σχοινοῦς) war ein antiker Hafenort am Saronischen Golf. Er lag im Süden des heutigen Ortes Kalamaki an einer Stelle, an der man Dorische Säulen und andere Architekturfragmente fand. Hier war das östliche Ende des Diolkos, eines gepflasterten Weges, auf dem kleine Schiffe über den Isthmus von Korinth gezogen werden konnten. Am westlichen Ende lag der Ort Poseidonia. Auf diese Weise verkürzte sich die Schiffsreise erheblich und man vermied die riskante Umsegelung der Peloponnes. Schoinous war auch der Hafen des Poseidon-Heiligtums von Isthmia. Pomponius Mela nannte den Hafenort Schoenitas.
Etwa 500 m nördlich von Kalamaki entdeckte der Archäologe Oscar Broneer 1956 bei Untersuchungen im Zusammenhang mit dem Bau der Ethniki Odos 8a in den Bergen in etwa 170 m Höhe einen Frühhelladischen Friedhof (2550–2100 v. Chr.). In der Umgebung des Friedhofs fand man Tonscherben, die aus der Frühhelladischen bis zur Späthelladischen Zeit stammen. Die Funde sind im Archäologischen Museum von Isthmia ausgestellt.